# Libertà poco vigilata
Libertà poco vigilata (Bustin' Loose) è un film del 1981 diretto da Oz Scott con protagonista Richard Pryor.
Pryor fu anche uno dei produttori del film. Roberta Flack scrisse ed eseguì musica per la colonna sonora. Fu durante il periodo delle riprese di questo film nell'estate del 1980 che ebbe luogo l'incidente di Pryor con la cocaina.

## Trama
Joe Braxton è un ex-detenuto al quale viene concessa una seconda possibilità dopo aver violato la libertà vigilata. L'insegnante scolastica di sostegno Vivian Perry lo assume per riparare e guidare un autobus che dovrà trasportare un gruppo di ragazzi "difficili" da Filadelfia a una fattoria nello stato di Washington a seguito della chiusura della casa di cura dove erano ricoverati i ragazzi (afflitti da problemi psichici). Inizialmente Joe non vede di buon occhio la nuova occupazione, ma in seguito lega con Vivian e i ragazzi, offrendo il proprio supporto e amore, cambiando così anche la sua vita.